# Nevertheless
Nevertheless (koreanisch 알고있지만, RR Algoitjiman) ist eine südkoreanische Fernsehserie mit Han So-hee und Song Kang. Sie besteht aus 10 Episoden und wurde vom 19. Juni 2021 auf JTBC ausgestrahlt. Sie kann auf Netflix und HiTV gestreamt werden.

## Handlung
Die Serie stellt eine hyperrealistische Romanze zwischen einem Mann, der von Beziehungen genervt ist, aber gerne flirtet, und einer Frau, die ein Date haben möchte, aber nicht an die Liebe glaubt, dar.

## Besetzung
Hauptdarsteller
- Han So-hee als Yoo Na-bi
- Song Kang als Park Jae-eon

Nebendarsteller
- Chae Jong-hyeop als Yang Do-hyeok
- Lee Yeol-eum als Yoon Seol-ah
- Yang Hye-ji als Oh Bit-na
- Kim Min-gwi als Nam Gyu-hyun
- Lee Ho-jung als Yoon Sol
- Yoon Seo-ah als Seo Ji-wan
- Jung Jae-kwang  als Ahn Kyung-joon
- Han Eu-ddeum als Min-young
- Yoon Sa-bong als Jung Sook-eun
- Seo Hye-won als Jang Se-young

## Einschaltquoten
| Folge | Ausstrahlungsdatum | Einschaltquote | Einschaltquote |
| Folge | Ausstrahlungsdatum | AGB Nielsen    | AGB Nielsen    |
| Folge | Ausstrahlungsdatum | landesweit     | Seoul          |
| ----- | ------------------ | -------------- | -------------- |
| 1     | 19. Juni 2021      | 2,207 %        | 2,5 %          |
| 2     | 26. Juni 2021      | 1,253 %        | 1,2 %          |
| 3     | 3. Juli 2021       | 1,173 %        | —              |
| 4     | 10. Juli 2021      | 1,714 %        | —              |
| 5     | 17. Juli 2021      | 1,446 %        | —              |
| 6     | 24. Juli 2021      | 1,300 %        | —              |
| 7     | 31. Juli 2021      | 1,500 %        | —              |
| 8     | 7. August 2021     | 0,994 %        | —              |
| 9     | 14. August 2021    | 1,437 %        | —              |
| 10    | 21. August 2021    | 1,7 %00        | —              |